# ریکی جی
ریکی جی (انگلیسی: Ricky Jay؛ زادهٔ ۱۹۴۶ – ۲۴ نوامبر ۲۰۱۸) هنرپیشه و نویسنده اهل ایالات متحده آمریکا بود.
از فیلم‌هایی که وی در آن نقش داشته‌است، می‌توان به پرستیژ، فردا هرگز نمی‌میرد، شب‌های عیاشی، آخرین روزها، مگنولیا، برادران بلوم، شاخه خشکیده درخت، مردان اسرارآمیز، باک هوارد بزرگ، ایالتی و اصلی، کمربند قرمز، خانه بازی‌ها، اوضاع عوض می‌شود و زندانی اسپانیایی اشاره کرد.